# Lorne Simon
Lorne Simon (Big Cove, 1960-1994) ha estat un jove autor micmac, mort prematurament en un accident de trànsit. El 1994 va rebre el premi Simon Lucas Jr pel seu llibre Stones and switches (1994).